# 91 (numero)
Novantuno (91) è il numero naturale dopo il 90 e prima del 92.

## Proprietà matematiche
- È un numero dispari.
- È un numero composto, con i seguenti divisori: 1, 7, 13 e 91. Poiché la somma dei suoi divisori (escluso se stesso) è 21 < 91, è un numero difettivo.
- È un numero semiprimo.
- È un numero nontotiente in quanto dispari e diverso da 1.
- Può essere rappresentato in sei modi come figura geometrica. Infatti
  - È il tredicesimo numero triangolare e quindi somma dei primi tredici numeri interi naturali;
  - Il settimo numero esagonale e perfino un numero esagonale centrato (il sesto, e uno dei pochi numeri esagonali che sono anche centrati);
  - Il quinto numero ennagonale centrato
  - Il sesto numero piramidale quadrato (quindi somma dei primi sei quadrati)
  - Il quarto numero cubico centrato (quindi {\displaystyle 91=4^{3}+3^{3}}).
- È un numero a cifra ripetuta nel sistema di numerazione posizionale a base 9 (111) e in quello a base 12 (77).
- È un numero palindromo nel sistema di numerazione posizionale a base 3 (10101).
- È un numero felice.
- È un numero intero privo di quadrati.
- È parte delle terne pitagoriche (35, 84, 91), (60, 91, 109), (91, 312, 325), (91, 588, 595), (91, 4140, 4141).

## Astronomia
- 91P/Russell è una cometa periodica del sistema solare.
- 91 Aegina è un asteroide della fascia principale del sistema solare.
- NGC 91 sono una galassia e una stella della costellazione di Andromeda.

## Astronautica
- Cosmos 91 è un satellite artificiale russo.

## Chimica
- È il numero atomico del Protoattinio (Pa), un attinide.